# Emil Cooper

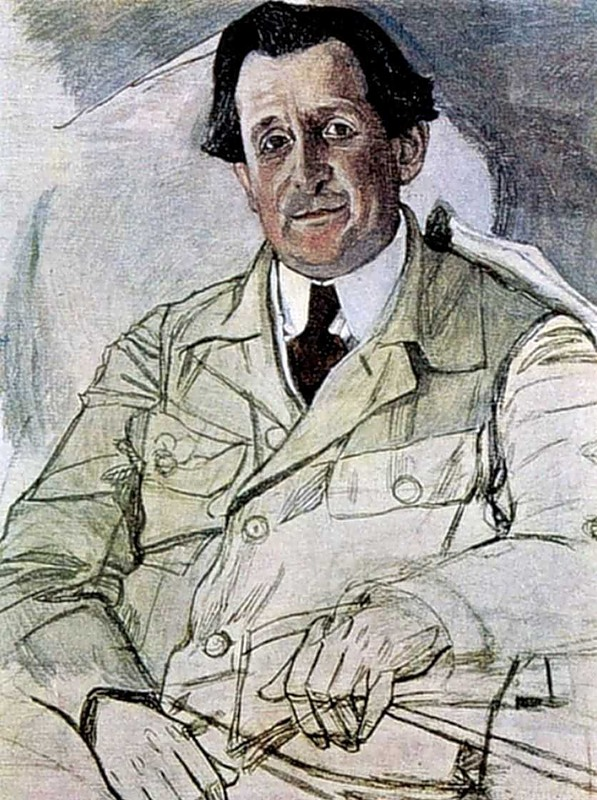
Retrato por Aleksandr Golovín

Emil Albértovich Cooper (en ruso, Эми́ль Альбе́ртович Ку́пер) (Jersón, Ucrania, Imperio Ruso, 1 de diciembre de 1877 - Nueva York, 19 de noviembre de 1960) fue un director de orquesta y violinista ruso.

## Biografía
Después de graduarse en violín y composición en la Escuela de Música de Odesa comenzó a dirigir orquestas, y más tarde tomó clases con Serguéi Tanéyev y Artur Nikisch. En 1899 actuó como director de ópera en gira con una compañía, junto con Leonid Sóbinov y Fiódor Chaliapin, con la que viajó por diferentes teatros rusos. Entre 1900 y 1904 fue director en la ópera de Kiev, y a continuación en la Ópera Zimín de Moscú, una compañía privada en la que estrenó la ópera de Rimski-Kórsakov El gallo de oro (1909). Desde 1910 dirigió en la ópera Imperial de Moscú (Teatro Bolshói), donde presentó la primera audición en el teatro del Anillo wagneriano, aparte de varias primeras audiciones de Miaskovski, Rajmáninov o Scriabin, entre otros. Al margen de su trabajo como director de ópera, Cooper estrenó en 1912 la Sinfonía épica de Reinhold Glière Ilyá Múromets, entre otras obras de autores contemporáneos. Su talento musical llamó la atención de Serguéi Diáguilev, que lo invitó a participar en 1909 en la primera temporada de los Ballets Rusos en París, incluyendo un famoso Borís Godunov con Chaliapin en el papel protagonista.
Tras la revolución, Alexander Glazunov invitó a Cooper a dirigir en el Teatro Mariinski y a la Filarmónica de Petrogrado, de la que fue director titular durante tres años. En 1923, Cooper decide abandonar la Unión Soviética y se establece en París. Dirige en diferentes teatros europeos (entre ellos en el Teatro Real de Madrid, donde es contratado para su última temporada) obteniendo finalmente un puesto en la ópera de Riga, y posteriormente en Chicago, donde fue director principal de la Lyric Opera. Regresa a Europa en 1932, donde sigue dando conciertos hasta 1939, cuando se traslada definitivamente a Estados Unidos. Tras la Segunda Guerra Mundial, Cooper se convirtió en uno de los directores del Metropolitan Opera, donde dirige el estreno americano de Peter Grimes y Jovánschina. De esta etapa se conservan diversas grabaciones radiofónicas (Il trovatore o Samson et Dalila). Desde 1950 trabajó como director en la ópera de Montreal, donde introdujo obras de Menotti o Prokófiev, no escuchadas anteriormente en Canadá.